# Esküdt ellenségek: Bűnös szándék
Az Esküdt ellenségek: Bűnös szándék (eredeti cím: Law & Order: Criminal Intent) 2001-ben bemutatott amerikai televíziós sorozat, az Esküdt ellenségek spin-offja. A sorozat alkotója Dick Wolf, a történet pedig egy bűnüldöző csapat kalandjait követi nyomon, miközben a bűnözők életébe is betekintést nyújt. A főszereplők közt megtalálható Vincent D’Onofrio, Kathryn Erbe, Jamey Sheridan, Courtney B. Vance és Chris Noth.
A sorozatot az Amerikai Egyesült Államokban az NBC adta le 2001. szeptember 30. és 2007. május 21. közt, majd az USA Network fejezte be 2007. október 4. és 2011. június 26. között. Magyarországon a Hallmark Channelen mutatták be 2004-ben, majd később az utódadója, az Universal Channel fejezte be.

## Cselekmény
A történet különböző nyomozásokat követ nyomon, azonban a többi Esküdt ellenségek-sorozattal ellentétben itt az adott bűnöző életébe és gondolataiba is bepillantást nyújtanak. Ezzel párhuzamosan a new york-i rendőrség egy elit alakulatát követjük nyomon, ahogy szép lassan az adott bűnöző nyomára akadnak.

## Szereplők
| Szereplő        | Színész                     | Magyar hang        |
| --------------- | --------------------------- | ------------------ |
| Robert Goren    | Vincent D’Onofrio           | Mihályi Győző      |
| Alexandra Eames | Kathryn Erbe                | Csere Ágnes        |
| James Deakins   | Jamey Sheridan              | Szokolay Ottó      |
| Ron Carver      | Courtney B. Vance           | Kálid Artúr        |
| Mike Logan      | Chris Noth                  | Háda János         |
| Zoe Callas      | Mary Elizabeth Mastrantonio | Farkasinszky Edit  |
| Serena Stevens  | Saffron Burrows             | Hámori Eszter      |
| Nola Falacci    | Alicia Witt                 | Major Melinda      |
| Zach Nichols    | Jeff Goldblum               | Kárpáti Levente    |
| Danny Ross      | Eric Bogosian               | Vass Gábor         |
| Megan Wheeler   | Julianne Nicholson          | Agócs Judit        |
| Carolyn Barek   | Annabella Sciorra           | Kisfalvi Krisztina |

## Epizódok
| Évad | Évad | Részek száma | Részek száma | Eredeti sugárzás     | Eredeti sugárzás    | Eredeti adó | Magyar sugárzás      | Magyar sugárzás      | Magyar adó        |
| Évad | Évad | Részek száma | Részek száma | Évadbemutató         | Évadzáró            | Eredeti adó | Évadbemutató         | Évadzáró             | Magyar adó        |
| ---- | ---- | ------------ | ------------ | -------------------- | ------------------- | ----------- | -------------------- | -------------------- | ----------------- |
|      | 1.   | 22           | 22           | 2001. szeptember 30. | 2002. május 10.     | NBC         | n. a.                | n. a.                | Hallmark Channel  |
|      | 2.   | 23           | 23           | 2002. szeptember 29. | 2003. május 18.     | NBC         | n. a.                | n. a.                | Hallmark Channel  |
|      | 3.   | 21           | 21           | 2003. szeptember 28. | 2004. május 24.     | NBC         | n. a.                | n. a.                | Hallmark Channel  |
|      | 4.   | 23           | 23           | 2004. szeptember 26. | 2005. május 25.     | NBC         | n. a.                | n. a.                | Hallmark Channel  |
|      | 5.   | 22           | 22           | 2005. szeptember 25. | 2006. május 14.     | NBC         | 2007. július 25.     | 2007. szeptember 11. | Hallmark Channel  |
|      | 6.   | 22           | 22           | 2006. szeptember 19. | 2007. május 21.     | NBC         | 2007. szeptember 17. | 2007. október 23.    | Hallmark Channel  |
|      | 7.   | 22           | 22           | 2007. október 4.     | 2008. augusztus 24. | USA Network | 2008. szeptember 8.  | 2008. október 14.    | Hallmark Channel  |
|      | 8.   | 16           | 16           | 2009. április 19.    | 2009. augusztus 9.  | USA Network | 2009. augusztus 4.   | 2009. október 23.    | Hallmark Channel  |
|      | 9.   | 16           | 16           | 2010. március 30.    | 2010. július 6.     | USA Network | 2010. szeptember 10. | 2010. december 17.   | Universal Channel |
|      | 10.  | 8            | 8            | 2011. május 1.       | 2011. június 26.    | USA Network | 2011. szeptember 9.  | 2011. szeptember 30. | Universal Channel |